# Compsoneuria sinuosa
Compsoneuria sinuosa is een haft uit de familie Heptageniidae. De wetenschappelijke naam van de soort is voor het eerst geldig gepubliceerd in 1931 door Navás.
De soort komt voor in het Afrotropisch gebied.